# پاپسی پاپ
پاپسی پاپ (انگلیسی: Popsy Pop) که با نام ارتباط پروانه‌ای (انگلیسی: The Butterfly Affair) هم شناخته می‌شود، یک فیلم جنایی ایتالیایی-فرانسوی به کارگردانی ژان هرمان و هنرنمایی کلودیا کاردیناله است که در سال ۱۹۷۱ منتشر شد.

## گزیدهٔ بازیگران
- کلودیا کاردیناله در نقش «پاپسی پاپ»
- استنلی بیکر در نقش سیلوا
- آنری شاریر در نقش مارکو
- ژینت لوکلر
- یواخیم هانسن